# Benhilton
Benhilton é uma paróquia suburbana no norte de Sutton, Grande Londres. É dominado pela Igreja de Todos os Santos, que é um edifício listado como Grau II* projetado por Samuel Sanders Teulon em estilo neogótico e inaugurado em 1863. Também abriga a All Saints Benhilton, a C of E Primary e a Greenshaw High School.
Benhilton é significativamente mais elevada do que a área circundante. Great Grennell, a colina onde estão localizados o Hospital St. Helier e a Escola Secundária Greenshaw, tem até 64 m de altura (AOD) em seu ponto mais alto; Benhill, ao sul, aproximadamente onde a Oakhill Road encontra a Thicket Road, tem 60 m; Angel Hill, aproximadamente 53 m.
Benhilton fica principalmente dentro do distrito de Sutton North do Conselho de Sutton, mas também inclui partes de Sutton Central, Carshalton Central e The Wrythe; as quatro fronteiras do distrito se encontram em Erskine Village.
Durante o Blitz da Segunda Guerra Mundial, a paróquia foi levemente bombardeada em comparação com algumas partes de Londres, com a maioria dos bombardeios concentrados na área ao norte de Sutton Green e ao redor de Angel Hill, também danificando a Igreja de todos os santos e a National School, que subsequentemente foi reconstruída e reaberta.
O nome origina da Benhill Farm, a maior propriedade rural em Sutton. A fazenda estava situada na esquina da Benhill Street com a High Street, abrangendo uma vasta área onde atualmente se encontra a Avenida Benhill.